# Colonne sonore di Evangelion: 1.0 You Are (Not) Alone

Logo di Evangelion: 1.0 You Are (Not) Alone

La colonna sonora di Evangelion 1.0 costituisce l'accompagnamento musicale per il lungometraggio d'animazione del 2007 Evangelion: 1.0 You Are (Not) Alone (ヱヴァンゲリヲン新劇場版:序?, Evangerion Shin Gekijōban: Jo, lett. "Evangelion nuova versione cinematografica: Prologo"), primo capitolo della tetralogia Rebuild of Evangelion, rifacimento della serie televisiva anime Neon Genesis Evangelion. Le composizioni furono opera di Shirō Sagisu, musicista che aveva già lavorato in qualità di compositore della colonna sonora della serie classica. L'insieme dei brani fu pubblicato in due album separati, usciti a un anno di distanza circa l'uno dall'altro. La prima uscita, intitolata Shiro Sagisu - Music from "Evangelion: 1.0 You Are (Not) Alone", venne pubblicata dalla Starchild, sotto-etichetta della King Records, il 25 settembre 2007, poco dopo l'uscita nelle sale giapponesi della pellicola d'appartenenza. La seconda uscita, Evangelion: 1.0 You Are (Not) Alone Original Sound Track, fu pubblicata dalla stessa azienda il 25 maggio 2008.
Sagisu discusse della colonna sonora con Hideaki Anno, regista di Evangelion 1.0 e della serie originale, il quale gli diede l'istruzione di creare delle composizioni che avessero spessore e profondità. La registrazione si svolse in diverse città, fra Parigi, gli Abbey Road Studios di Londra e Los Angeles. Sagisu si appoggiò a uno studio inglese per la registrazione della musica trovando le compagnie inglesi più avanzate e affidabili di quelle giapponesi. Anno diede molte direttive in proposito, fornendo istruzioni precise su musica, inquadrature, tempi e lunghezze nelle fasi più importanti di registrazione. Molti brani sono in realtà rielaborazioni dei pezzi classici della serie originale con un tocco rétro e jazz, mentre altri furono composti ex novo per l'occasione. A questi si aggiungono il singolo usato nei titoli di coda del lungometraggio, Beautiful World/Kiss & Cry, e una rielaborazione del pezzo classico Fly Me to the Moon, entrambi interpretati dalla cantante Utada Hikaru.
Entrambi gli album della colonna sonora riuscirono a entrare nelle classifiche mensili di Oricon per diverse settimane, e Beautiful World fu certificato disco di platino e di diamante, raggiungendo il secondo posto nelle classifiche settimanali giapponesi. Le composizioni hanno goduto di una buona ricezione da parte della critica d'animazione; diverse testate hanno apprezzato il reparto sonoro della pellicola, trovandola talvolta più ricca e appropriata di quella della serie originale.

## Produzione

### Genesi

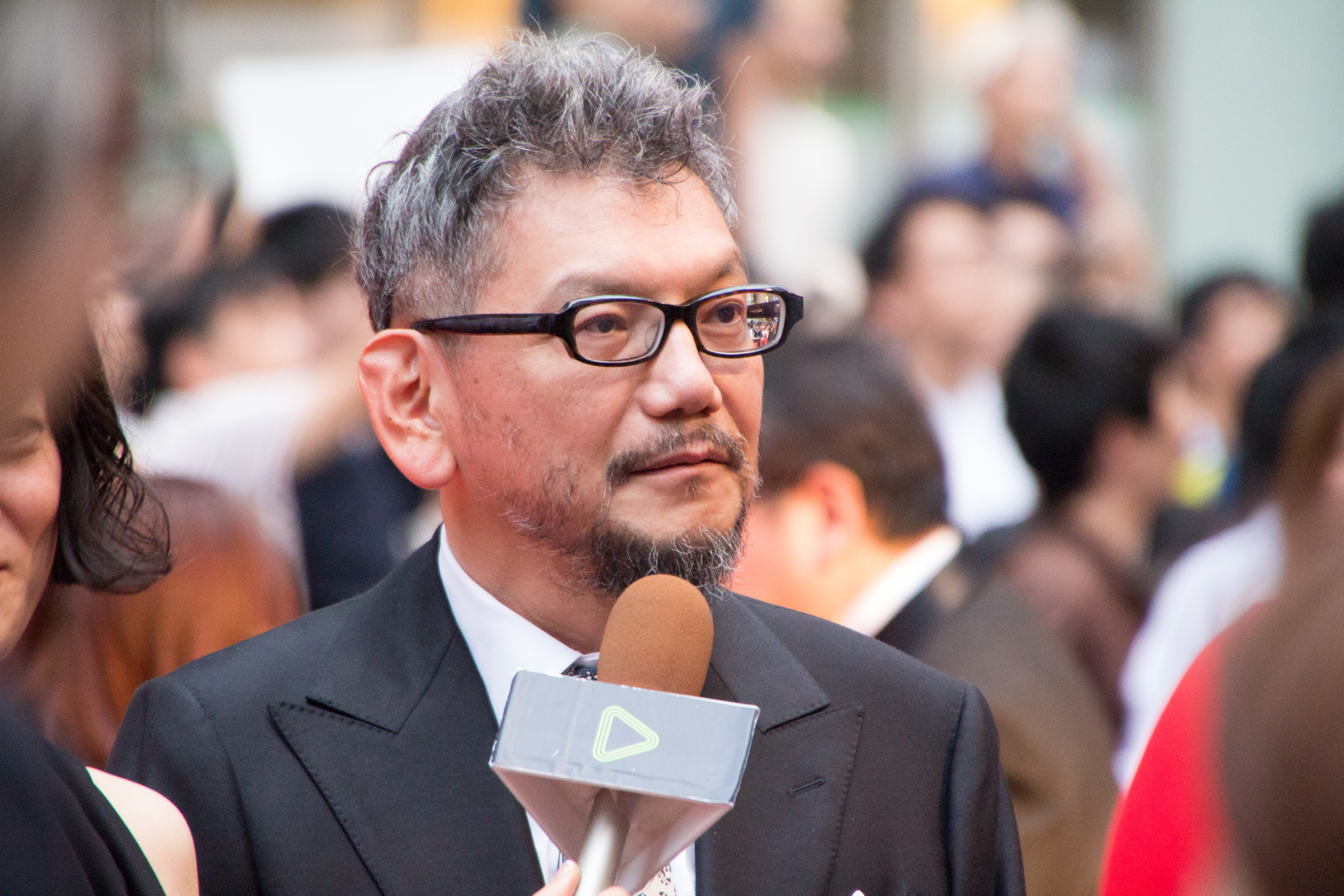
Hideaki Anno, regista e sceneggiatore dei capitoli del Rebuild of Evangelion

La colonna sonora di Evangelion 1.0 venne curata da Shirō Sagisu, già compositore delle musiche per la serie televisiva originale. Sagisu, avvezzo a non cercare troppe informazioni sulla sceneggiatura dei lungometraggi a cui lavora, per You Are (Not) Alone lesse attentamente gli storyboard e iniziò subito a mettersi all'opera. Hideaki Anno, regista della pellicola e della serie classica, nel 2006 scrisse una dichiarazioni d'intenti sui capitoli del Rebuild of Evangelion, poi distribuita in diversi cinema giapponesi; già dopo la pubblicazione della dichiarazione al compositore fu chiaro cosa fare. Come prima cosa andò alla King Records, la società che aveva a suo tempo prodotto la colonna sonora dell'anime del 1995, per recuperare e copiare gli spartiti originali, rivedendo i DVD della serie classica per l'occasione. Parlò subito di Anno sul da farsi, e già nel marzo 2007 si recò alla Khara, società responsabile della produzione di 1.0, per discutere della colonna sonora. Come prima cosa il regista gli disse che la musica doveva avere «spessore e profondità». Sagisu cercò di leggere la mente del regista per capire che tipo di musica Anno immaginasse, e nonostante gli anni trascorsi egli trovò che l'essenza dell'opera e del modus operandi del regista fossero rimasti gli stessi.

### Composizione e registrazione

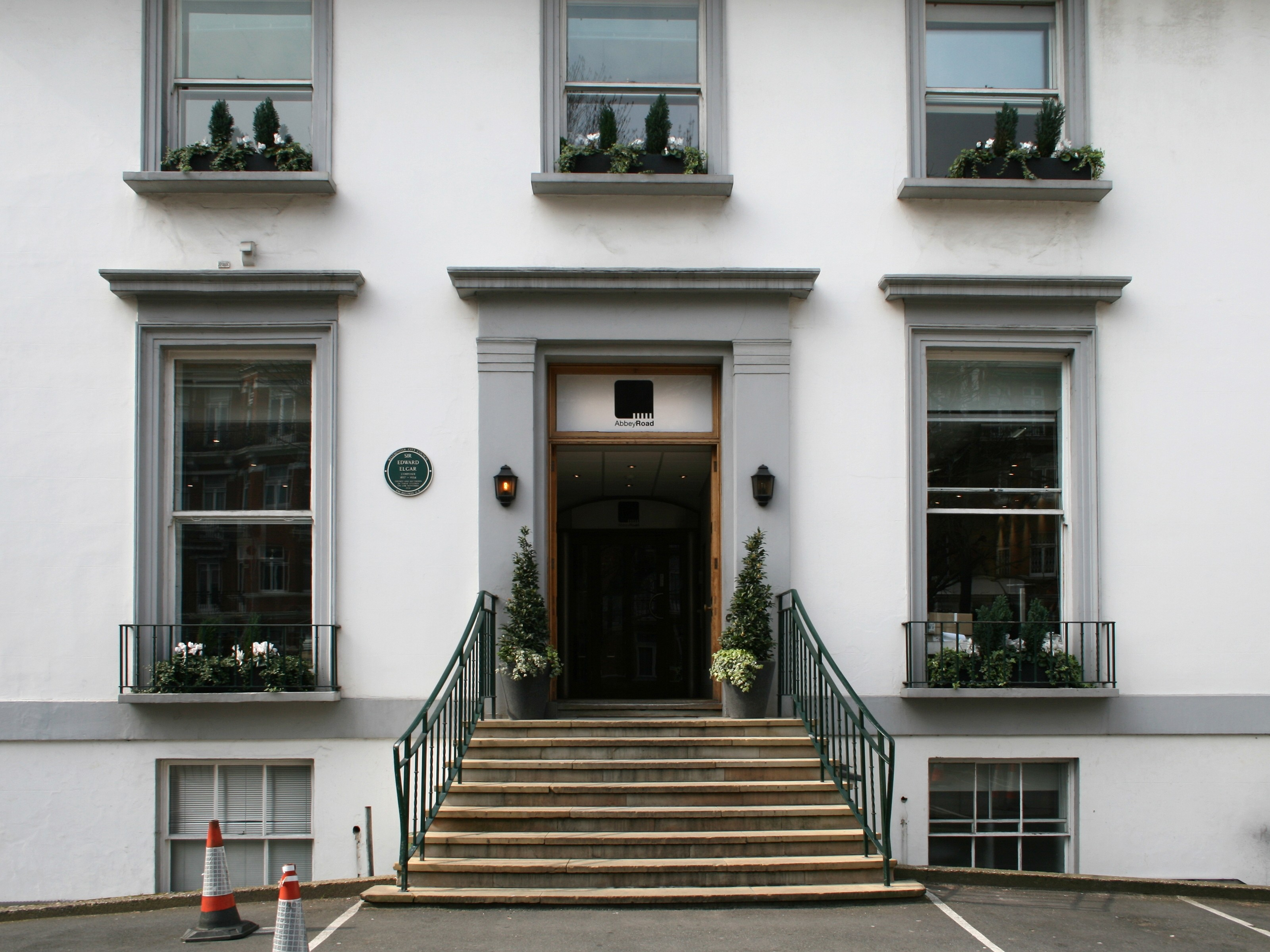
L'ingresso degli Abbey Road Studios di Londra, ove si svolse la registrazione della musica

Sagisu andò a Parigi e incominciò il lavoro vero e proprio, registrando in seguito delle demo a Londra. Per scrivere le canzoni e registrare le demo ci mise cinque settimane da aprile, e poi altre dieci per registrare i definitivi. Anche le vecchie canzoni furono riarrangiate e registrate da zero, ma con delle differenze; visto l'avanzamento della tecnologia il lavoro fu semplificato rispetto a quello della serie, e il personale del Rebuild poté vedere, sentire e controllare il prodotto anche nelle fasi intermedie di produzione. Quando si tagliava fisicamente il nastro non c'era poi molta scelta in analogico, mentre per 1.0 l'artista riscontrò più possibilità di abbinamenti e di sperimentazione. L'11 maggio 2007 il compositore inviò una demo della colonna da Londra allo studio Khara. Le sessioni di registrazione a Londra terminarono all'inizio di luglio. La musica venne registrata agli Abbey Road Studios e poi masterizzata a Los Angeles. Il compositore si affidò a Londra perché trovò gli studi inglesi più avanzati e affidabili di quelli giapponesi e per la disponibilità di microfoni per i canali 5.1; a Londra inoltre poté mettere uno schermo sul podio per potersi sincronizzare con il video. Ad alcune tracce furono dati titoli in francese, ad altre in inglese, a seconda di dove stava lavorando lui in quel momento. Anno diede molte direttive in proposito, fornendo istruzioni precise su musica, inquadrature, tempi e lunghezze nelle fasi più importanti di registrazione.
Eli Friedberg del sito The Film Stage individuò nella colonna sonora un tocco rétro e jazz. Per il lungometraggio Sagisu riarrangiò dei brani già composti per la serie del 1995, componendo allo stesso tempo dei nuovi pezzi per l'occasione. Oltre ai pezzi del compositore  vennero aggiunti dei brani già esistenti, slegati dal progetto Evangelion: You are the only one, Aoi Legend e Fall in Star. Le tre tracce vennero estratte dall'album Lilia～From Y's～ di Kotono Mitsuishi, doppiatrice giapponese di Misato Katsuragi, pubblicato nel 1992, e usate come sottofondo in alcune scene del lungometraggio; la canzone You are the only one inoltre era già apparsa nel secondo episodio della serie originale. La ventinovesima traccia, EM21Premix#070705, fu composta da Sagisu per il climax della pellicola; al compositore fu detto che sarebbe stata usata quasi alla fine del lungometraggio, quindi cercò di enfatizzarne il lato tragico, venendo poi usata per il video Angel of Doom presente nelle uscite home video. Durante la composizione inoltre venne scritto un pezzo chiamato Hand of Fate, che però venne escluso dalla versione finale e uscì dopo circa quindici anni per l'ultimo capitolo del Rebuild, Evangelion: 3.0+1.0 Thrice Upon a Time.

## Pubblicazione

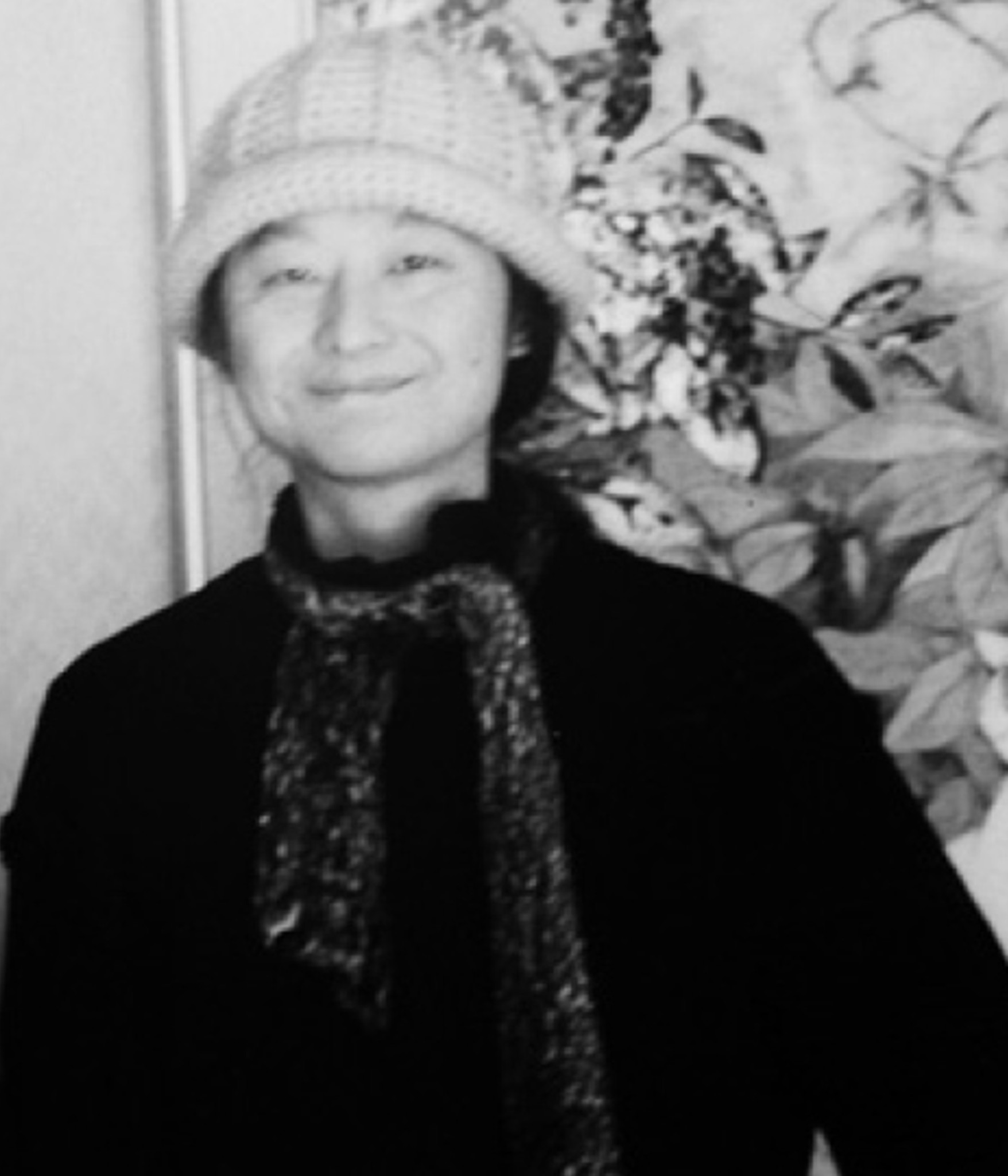
Shirō Sagisu, compositore della colonna sonora

La colonna sonora del lungometraggio fu inclusa in due album, contenenti le musiche originali di Sagisu e i tre brani di Mitsuishi. Il primo, Shiro Sagisu: Music from "Evangelion: 1.0 You Are (Not) Alone", fu pubblicato dalla King Records il 26 settembre del 2007; il secondo, Evangerion Shin Gekijōban: Jo Original Soundtrack (ヱヴァンゲリヲン新劇場版:序 オリジナルサウンドトラック?), contiene altri pezzi che compaiono nel lungometraggio ma non inclusi nel precedente e fu pubblicato il 21 maggio dell'anno seguente. Il 22 luglio 2020 le tracce furono pubblicate su Apple Music, Amazon Music, Spotify e diverse altre piattaforme virtuali. Nel 2021 la colonna sonora di You Are (Not) Alone venne pubblicata integralmente, assieme agli altri album dei Rebuild, sull'applicazione giapponese Eva Extra.
Le musiche furono riarrangiate da Sagisu, Masamichi Amano e Yōichi Murata e incluse in due dischi chiamati Evangelion Wind Symphony, pubblicati dalla King Records il 9 dicembre 2009 ed eseguiti dalla Tokyo Kosei Wind Orchestra. Altre tracce furono incluse in Shin Godzilla Vs. Evangelion Symphony (27 dicembre 2017), un album con diversi pezzi dei Rebuild e del lungometraggio Shin Godzilla eseguiti dall'orchestra Bunkamura Orchard Hall il 22 e il 23 maggio 2017, e Evangelion Infinity, un altro album di Sagisu uscito il 21 luglio 2021. La cantante giapponese Hikaru Utada canta i due brani principali, ossia Beautiful World, musica dei titoli coda del lungometraggio, e una sua vecchia versione del pezzo classico Fly Me to the Moon, già sigla di chiusura della serie originale, usata poi nel primo video promozionale del lungometraggio. Entrambi i brani vennero successivamente inclusi nel singolo di Utada Beautiful World/Kiss & Cry, pubblicato in Giappone il 29 agosto 2007, e nell'EP One Last Kiss della stessa Utada, uscito il 9 marzo 2021.
La musica usata nel climax dell'Operazione Yashima venne poi utilizzata per un video musicale di due minuti circa chiamato Angel of Doom, poi incluso nell'edizione speciale in DVD assieme al video promozionale con Beautiful World di Hikaru, nonché nell'edizione in Blu-ray. Hideaki Anno funse da regista generale, mentre Hiroshi Okuda servì da montatore. Angel of Doom venne poi aggiunto alle edizioni home video italiane della pellicola e fu successivamente pubblicato sul canale Youtube della King Records. Nelle varie edizioni di 1.0 venne incluso inoltre un video chiamato Rebuild of Evangelion: 1.01, lungo circa quindici minuti e consistente in un montaggio sul lavoro di progettazione e costruzione di modelli digitali usati per la pellicola; del video furono pubblicate due versioni, una con le musiche orchestrali di Sagisu e una con il Boléro, un balletto del compositore Maurice Ravel.

## Shiro Sagisu - Music from "Evangelion: 1.0 You Are (Not) Alone"

### Tracce[48]
1. Junko Miyagi – L'Attaque des Anges (EM01) – 2:34
2. Junko Miyagi, Rumiko Kita – I'll Go On Lovin' Someone Else (EM02) – 3:13
3. Tomoyuki Asakawa, Daisuke Kadowaki – Premiere Manœuvre (EM03) – 2:54
4. Tomoyuki Asakawa – Staggering Yet (EM11) – 2:01
5. Fujimaru Yoshino, Daisuke Kadowaki – Les Bêtes (EM05_B) – 2:11
6. Catherine Bott Choir – Crépuscule-Tokyo III (EM06) – 1:39
7. Fujimaru Yoshino, Makoto Kuriya – Cruel Dilemme (EM09) – 2:47
8. The Longest Day (EM10_A) – 3:00
9. Tomoyuki Asakawa, Daisuke Kadowaki – Contre Les Agressions (EM04_A) – 2:02
10. Catherine Bott Choir, Daisuke Kadowaki – Showdown (EM05_A) – 2:02
11. Mecanisme de Defense (EM13) – 2:44
12. Tony Pleeth – Cruel Dilemme II (EM16) – 3:15
13. Junko Miyagi – Rei-Opus IV (EMA13_B) – 2:24
14. The Longest Day II (EM10_B) – 2:20
15. Catherine Bott Choir, Tomoyuki Asakawa, Daisuke Kadowaki – Lucifer's Cry (EM17) – 2:47
16. Makoto Matsuhita – Cruel Dilemme III (Guit_A) – 2:28
17. Fujimaru Yoshino – Stratégie "Yashima" (EM18_Rhythm03) – 2:25
18. Tomoyuki Asakawa – The Longest Day III (EM10_C) – 2:14
19. Junko Miyagi – Dance of the Fireflies (EM19) – 1:48
20. Nobu Saito, Hideo Yamaki, Tsuyoshi Kon, Tomuyuki Asakawa, Daisuke Kadowaki – Decisive Battle (EM20) – 4:45
21. Catherine Bott Choir – Angel of Doom (EM21) – 3:51
22. Tomoyuki Asakawa, Junko Miyagi – Rei-Opus V (EMA01) – 3:00
23. Tsuyoshi Kon, Tomoyuki Asakawa e Daisuke Kadowaki – Trailer Eva Special (EMF02) – 1:51
24. EM17_Demo – 2:07
25. EM21_Demo – 3:37
26. Makoto Matsuhita – Cruel Dilemme IV (Guit_C) – 1:53

## Evangelion: 1.0 You Are (Not) Alone Original Sound Track

Logo della King Records

Tracce
1. Utada Hikaru – Fly Me To The Moon (In Other Words) -2007 MIX- – 3:25
2. EM01#070720 – 1:30
3. EM02#070720 – 2:28
4. EMA_13_C – 0:17
5. EM03_Edit#070705 – 2:37
6. EM11#070720 – 1:59
7. EM05B#070720 – 2:31
8. EM06#070720 – 1:25
9. EM07_B16_Edit#070705 – 1:14
10. EM08_B17_Edit#070705 – 0:50
11. EM09A_NewPiano_Edit#070705 – 2:12
12. EM10A_Edit#070705 – 1:37
13. EM04A_Short#070720 – 1:06
14. EM05A#070720 – 2:00
15. EM13#070720 – 1:28
16. EM16_Normal_Edit#070705 – 1:54
17. EMA_13_A – 0:24
18. EMA_13_B#070705 – 0:45
19. EM15_C05_E#070705 – 1:26
20. B01_Guit_A_PreMix#070705 – 1:36
21. EM17_Edit#070705 – 2:45
22. EM18_Rhythm03_Premix#070705 – 1:39
23. EM10B_Edit#070705 – 0:57
24. EM20_Rhythm_Premix#070705 – 0:46
25. EM10B_Full_#070807 – 1:14
26. EM10_C_Long_Premix#070705 – 1:51
27. EM19_Premix#070705 – 0:59
28. EM20#070720 – 3:54
29. EM21_Premix#070705 – 3:50
30. EM09_Piano_D – 1:26
31. Utada Hikaru – Beautiful World – 5:15
32. EMF02_Edit#070705 – 0:37
33. EMC_01_Nu – 0:57
34. EM09_Piano_D_Full – 2:46
35. EM20_Rhythm_Full – 3:51
36. Kotono Mitsuishi – You are the only one – 4:04
37. Kotono Mitsuishi – 蒼いレジェンド (Aoi Rejendo? lett. "leggenda blu") – 4:34
38. Kotono Mitsuishi – FALL in STAR – 4:30

## Accoglienza
Il primo album, Shiro Sagisu - Music from "Evangelion: 1.0 You Are (Not) Alone", riuscì a rimanere nelle classifiche mensili di Oricon per sei settimane, raggiungendo la massima posizione nell'ottobre del 2007, quando salì al 28º posto. La seconda uscita invece, Evangelion: 1.0 You Are (Not) Alone Original Sound Track, rimase nelle classifiche per otto settimane e salì fino al 38º posto a giugno 2008. Anche Beautiful World e l'interpretazione di Utada ricevettero un'accoglienza positiva; il pezzo raggiunse il secondo posto nelle classifiche settimanali di Oricon, ricevette il disco di platino per le copie fisiche vendute (250 000) e il disco di diamante (o "Million") per un milione di copie digitali certificate. La versione di Fly me to the Moon di Utada usata nei video promozionali del lungometraggio inoltre nel settembre del 2007 si posizionò al primo posto fra le canzoni più scaricate sul sito della rivista Newtype webnt.jp.
Martin Theron di Anime News Network ha assegnato alla musica della pellicola un A- come voto, mentre Zac Bertschy una B piena; il loro collega Carlo Santos ha similmente elogiato il reparto sonoro, dicendo che: «La musica fa un buon lavoro nel punteggiare i momenti bui e lunatici della pellicola, e quando arriva il momento della battaglia contro l'angelo [Ramiel] arriva un'orchestra ruggente al completo». MyReviewer l'ha paragonata positivamente alla controparte della serie televisiva originale, trovandola appropriata, più ricca e piena di quest'ultima, e giudicando Beautiful Word particolarmente orecchiabile. 2501.eu ha invece scritto che «la musica è opulente, e ci vuole un po' per abituarsi». Il sito NPR ha elogiato in modo particolare Cruel Dilemme e il suo tono introspettivo, trovandolo adatto all'approfondimento psicologico dei personaggi tipico della serie, mentre il portale italiano Everyeye.it ha lodato le «ottime musiche» di Sagisu e il video musicale di Angel of Doom, definendolo «magnifico».